# Bodhicitta
Il termine bodhicitta (sanscrito, "Mente di illuminazione" o "Mente del Risveglio") è proprio del Buddismo Mahāyāna dove indica l'intenzione del bodhisattva di conseguire l'illuminazione per la salvezza di tutti gli esseri senzienti. La bodhicitta è l'amore illimitato verso tutti gli esseri e il profondo desiderio di liberarli dalla sofferenza del samsara. Il bodhisattva (essere del risveglio) mette sempre al primo posto il prossimo non guardando se è suo amico o suo nemico. Fa parte del secondo aspetto del sentiero dopo la "rinuncia" ovvero la grande determinazione a uscire dalla sofferenza e la "vacuità" ossia il vuoto di esistenza separata dei fenomeni.
Tale termine è indicato in:
- cinese: 菩提心 pútíxīn;
- giapponese: 菩提心 bodaishin;
- coreano: 보리심 borisim;
- vietnamita bồ đề tâm.
- tibetano: byang-chub sems.

Tale intenzione si avvia con i Voti del Bodhisattva (sanscrito praṇidhāna), la cui pronuncia genera di per sé il "pensiero del risveglio" (cittopāda).
Come è proprio della dialettica madhyamaka anche la bodhicitta è la sintesi, o "Verità di mezzo" (mādhya-satya), dei suoi due aspetti: di "Verità convenzionale" (saṃvṛti-satya), che ha come obiettivo la salvezza di tutti gli esseri senzienti (parāthālambana) per mezzo della compassione (karuṇā), e "Verità assoluta"  (paramārtha-satya) che ha come obiettivo la stessa "illuminazione" del bodhisattva (saṃbodhikāmanāsahagatā).

## La bodhicitta "convenzionale" (saṃvṛti bodhicitta)
La motivazione alla pratica sorge nella visione della sofferenza, come accadde al principe Siddharta.
Ovunque volgiamo lo sguardo c'è sofferenza (Dukkha), la visione di questa sofferenza apre il cuore è questa la corretta motivazione alla pratica. La sofferenza di tutti gli esseri.

## La bodhicitta "assoluta" (paramārtha bodhicitta)
Il Bodhicitta assoluto è la stabilità del praticante nella saggezza non duale (Prajna).